# Коксай (месторождение)
Коксай — медное месторождение, находящееся в Алматинской области на юге Казахстана, примерно в 230 км от Алматы. Месторождение разрабатывается компанией KAZ Minerals PLC и является третьим крупным проектом по расширению производства Группы. Проект был приобретён в июне 2014 года за $260 млн.

## Описание
Расположено на юго-западе от железно-дорожной станции Сарыозек Кербулакского района Алматинской области. Месторождение открыто в 1954 года, в 1956—1958 годы проводились разведочные работы. Горст Коксай соединяется с лощиной антиклинальной структуры. Граниты Коксайского массива и плагиограниты Жалкудыкского массива на площади окаймлены силурийским осадком. Руды концентрируются среди гранитоидов, которые были подвержены гидротермальным изменениям (окварцевание, хлоритизация и др.). На площади обнаружено 2 рудных тела. Руды состоят из халькопирита, пирита и молибдена, Глубина зоны окисления 50 м. В рудах также встречаются молибден, кобальт, золото, серебро. Коксайское месторождение меди относится к ряду крупных месторождений и является резервным источником сырья Балкашкого рудообогатительного комбината.